# Wrykszadewata
Wrykszadewata (sanskr. trl. vṛkṣadevatā) – hinduistyczne bóstwa drzew. Do wrykszadewata wyznawcy kierują  prośby o łaskę i dary.